# Contra rellotge
 Contra rellotge  (original: Out of Time) és una pel·lícula estatunidenca dirigida per Carl Franklin, estrenada el 2004 i doblada al català.

## Argument
Matt Lee Whitlock és el cap de la policia de Banyan Key a Floride. Respectat pels seus companys i apreciat pels vilatans, dirigeix un equip de quatre policies incloent la seva dona, la inspectora Alex Diaz, amb qui està a punt divorciar-se. Whitlock s'ha embolicat amb la seva amiga, Ann, casada amb un futbolista de temperament violent, Chris. Un dia, aquesta li declara que té un càncer. La seva única esperança: anar a Europa per seguir-hi un tractament experimental, però no tenen prou diners.
Disposat a tot per salvar la seva estimada, Matt roba llavors de la caixa forta de la comissaria 485.000 dòlars agafats en una recent operació antidroga, i els hi envia. Un misteriós incendi destrossa la casa d'Ann i de Chris, on es troben dos cossos carbonitzats. Matt descobreix que els seus vincles amb Ann i el robatori dels diners en fan el sospitós número 1…

## Repartiment
- Denzel Washington: Matthias Lee Whitlock
- Eva Mendes: Alex Diaz-Whitlock
- Sanaa Lathan: Ann Merai Harrison
- Dean Cain: Chris Harrison
- John Billingsley: Chae
- Robert Baker: Tony Dalton
- Alex Carter: Paul Cabot
- Antoni Corone: Diputat Baste
- Terry Loughlin: Agent Stark
- Nora Dunn: Dr. Donovan
- James Murtaugh: Dr. Frieland
- O. L. Duke: detectiu Bronze